# 愛知県道・岐阜県道13号豊田多治見線

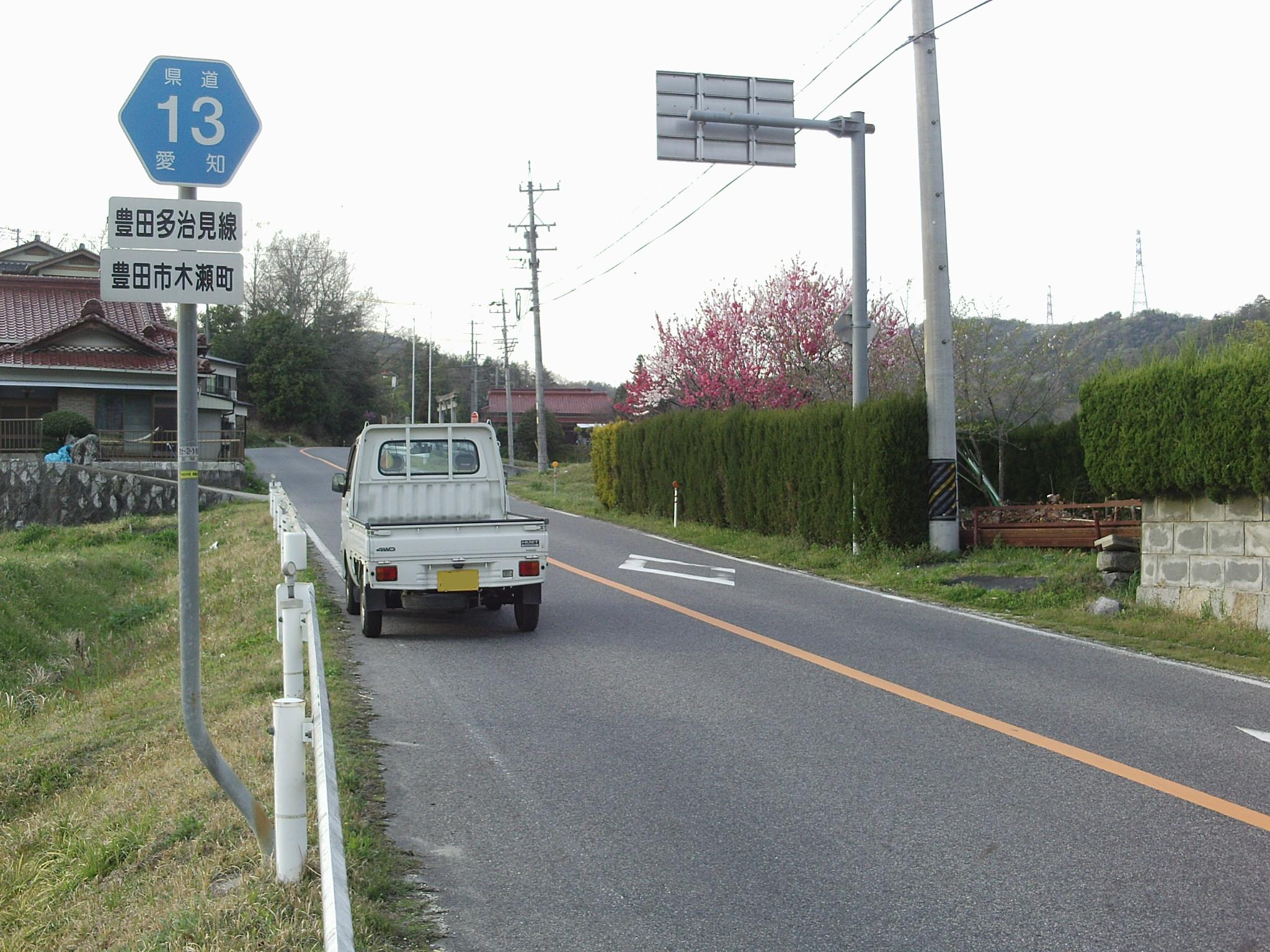
国道419号との重複区間を抜け、ここから北へ岐阜県土岐市に入るまでは単独区間が続く。（愛知県豊田市木瀬町）

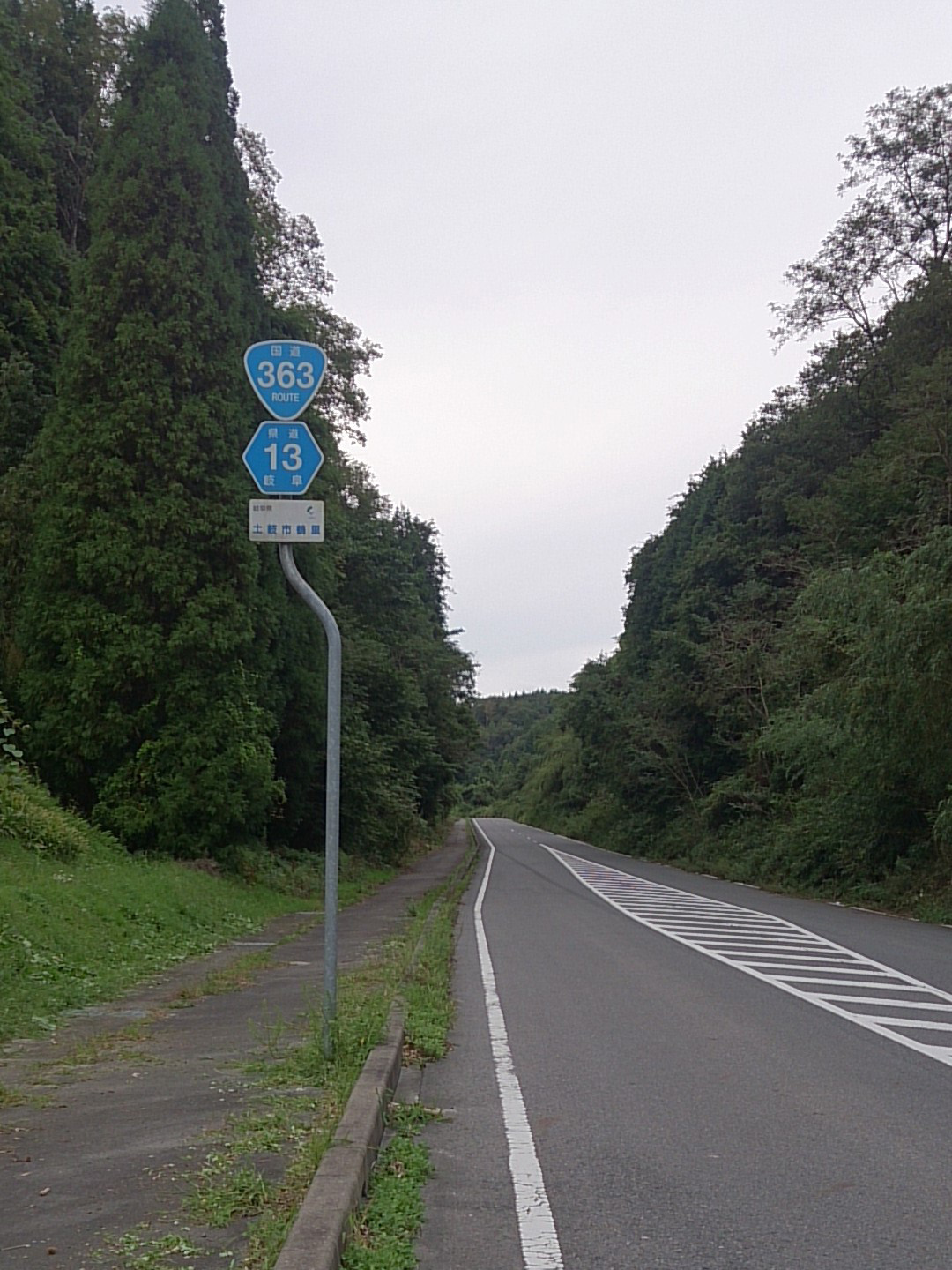
国道363号との重複区間（岐阜県土岐市鶴里町柿野）

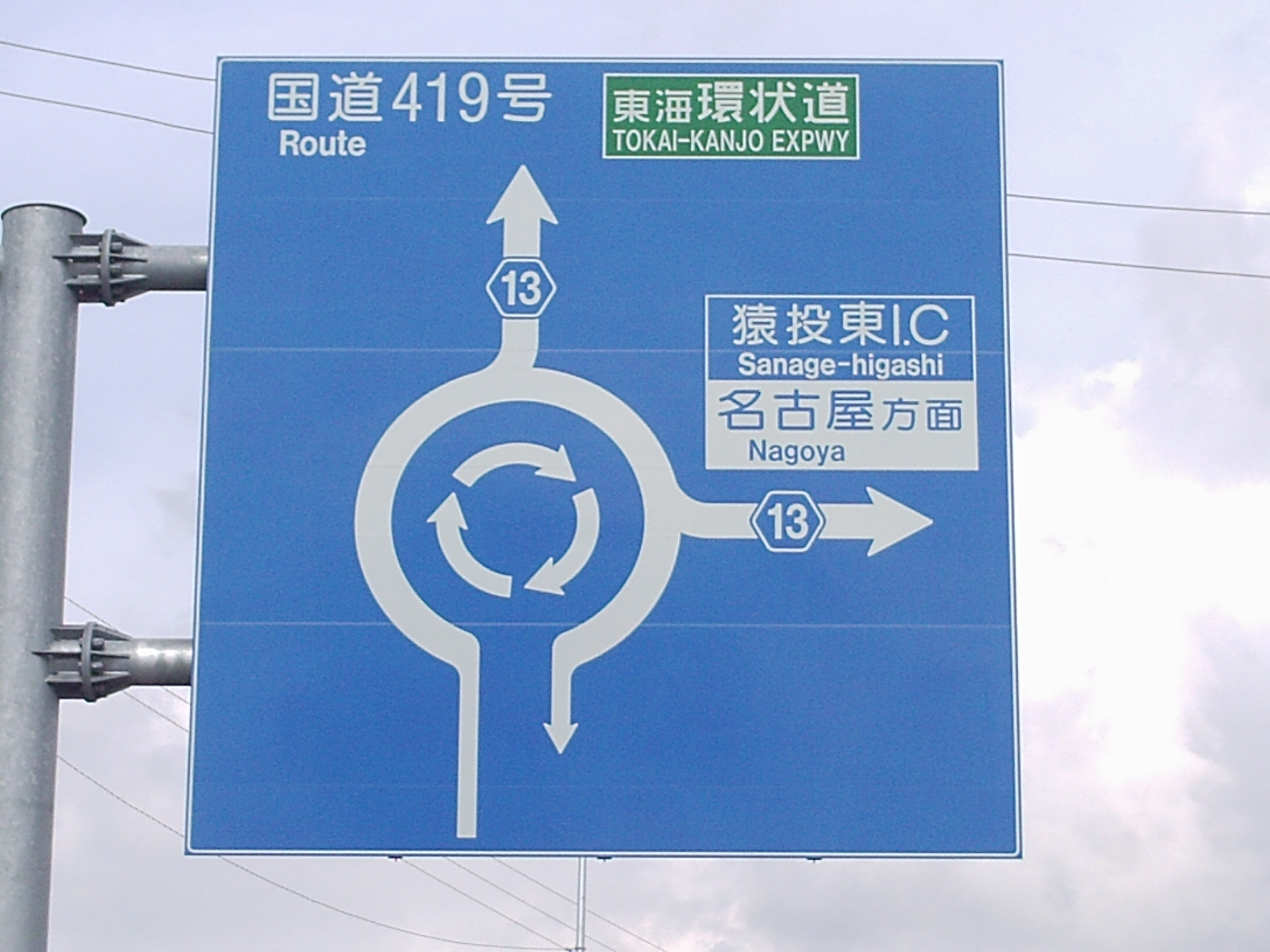
東海環状自動車道豊田藤岡インターチェンジ付近のロータリー交差点。南には猿投グリーンロード猿投東インターチェンジがある。

愛知県道・岐阜県道13号豊田多治見線（あいちけんどう・ぎふけんどう13ごう とよたたじみせん）は、愛知県豊田市陣中町から愛知・岐阜県境を越えて岐阜県多治見市京町に至る主要地方道である。

## 概要
愛知県豊田市の陣中町1丁目北交差点を起点とし、豊田市藤岡飯野町を経由し、山間部を抜けて岐阜県多治見市の市街地に至る道路である。豊田市陣中町1丁目北交差点から豊田市木瀬町の交差点までは国道419号と重複する。
猿投グリーンロード猿投東IC付近より、ロータリー交差点を通り、東海環状自動車道豊田藤岡インターチェンジ、猿投グリーンロード中山インター北交差点に至る道も、愛知県道13号豊田多治見線として指定されているが、国道419号西中山バイパスとして整備を計画されている区間と一部重複する。
岐阜県多治見市で滝呂バイパスが計画されている。

### 路線データ
- 起点：愛知県豊田市陣中町 (陣中町1丁目北交差点)
- 終点：岐阜県多治見市京町（錦町1交差点）

## 沿革
- 1965年11月29日 愛知県道認定

## 地理

### 通過する自治体
- 愛知県
  - 豊田市
- 岐阜県
  - 土岐市 - 多治見市

### 交差する道路
- 愛知県道6号力石名古屋線（猿投グリーンロード：猿投東IC、中山IC）
- 東海環状自動車道（豊田藤岡IC）
- 国道419号（陣中町1丁目北交差点 - 豊田市木瀬町地内で重複）
- 愛知県道349号深見亀首線（深見交差点）
- 愛知県道350号北一色東広瀬線（藤岡迫交差点 - 藤岡飯野町地内で重複）
- 愛知県道33号瀬戸設楽線（藤岡飯野町交差点）
- 愛知県道486号木瀬富田線（豊田市木瀬町地内）
- 愛知県道353号大平折平線（豊田市三箇町地内で重複）
- 岐阜県道112号上渡合土岐線（柿野交差点）
- 国道363号（土岐市鶴里町柿野地内で重複）
- 岐阜県道388号妻木笠原線（多治見市笠原町地内）
- 岐阜県道387号下石笠原市之倉線（向島交差点）
- 岐阜県道15号名古屋多治見線（錦町1丁目交差点）

## 沿線

### 愛知県豊田市
- 東海環状自動車道 豊田藤岡インターチェンジ
- 猿投グリーンロード 猿投東インターチェンジ、中山インターチェンジ
- 豊田市立中山小学校
- 豊田市立藤岡南中学校
- 昭和の森
- 豊田市役所藤岡支所
- 藤岡郵便局
- 豊田市藤岡中央児童館
- 豊田市立藤岡中学校
- 木瀬ダム

### 岐阜県土岐市
- 土岐市役所鶴里支所
- 土岐市立鶴里公民館
- 名岐国際ゴルフクラブ

### 岐阜県多治見市
- 多治見市笠原中央公民館
  - 多治見市図書館 笠原分館
- 多治見市笠原体育館
- 多治見市役所笠原地区事務所